# Simfonies de Johannes Brahms

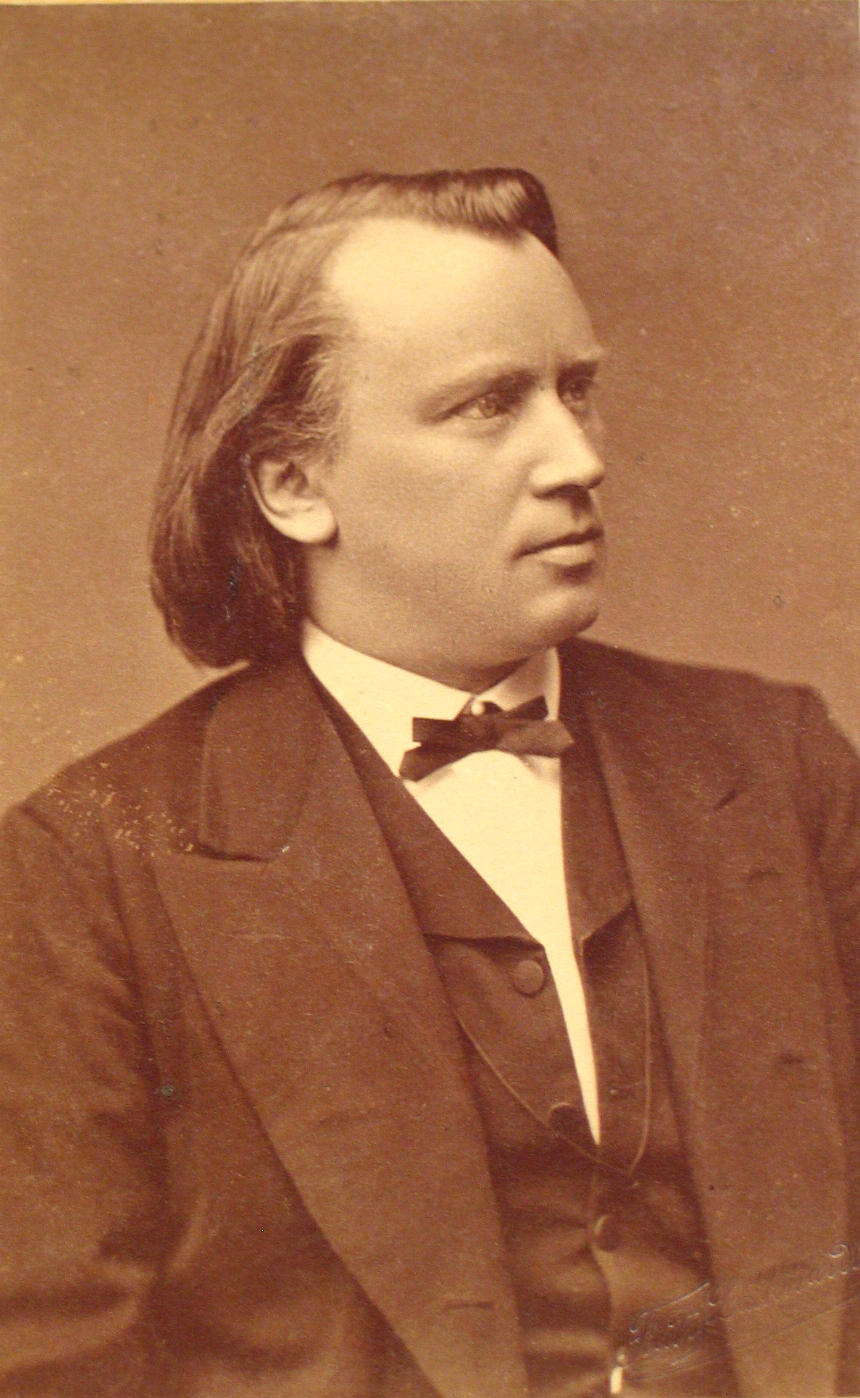
Brahms el 1876, quan va completar la seva Primera simfonia

Johannes Brahms compongué quatre simfonies dins de l'anomenat romanticisme musical tardà.

## Simfonia núm. 1
En la composició de la Simfonia núm. 1 Brahms va trigar almenys catorze anys en completar-la; els esbossos es remunten al 1854. El mateix Brahms va declarar que la simfonia, des dels esbossos fins als acabats, va desenvolupar-se durant 21 anys, de 1855 a 1876. El valor i la importància de les contribucions de Brahms van ser reconeguts pel crític més poderós de Viena, Eduard Hanslick, que era molt conservador. El director d'orquestra Hans von Bülow va dir el 1877 que la considerava la "Dècima simfonia de Beethoven", per les similituds percebudes entre la simfonia de Brahms i diverses composicions de Beethoven.
Té una estructura de quatre moviments:
1. Un poco sostenuto — Allegro – Meno allegro
2. Andante sostenuto
3. Un poco allegretto e grazioso
4. Adagio — Più andante — Allegro non troppo, ma con brio – Più allegro

## Simfonia núm. 2
La Simfonia núm. 2, va ser composta l'estiu de 1877, durant una visita a Pörtschach am Wörthersee, una ciutat de la província austríaca de Caríntia. La seva composició va ser breu en comparació amb els 21 anys de la seva Primera Simfonia. L'humor alegre i gairebé pastoral de la simfonia sol convidar a les comparacions amb la Sisena Simfonia de Beethoven.
Té una estructura de quatre moviments:
1. Allegro non troppo
2. Adagio non troppo
3. Allegretto grazioso (quasi andantino)
4. Allegro con spirito

## Simfonia núm. 3
La Simfonia núm. 3 fou composta l'estiu de 1883 a Wiesbaden, gairebé sis anys després d'haver completat la seva Simfonia núm. 2. En aquest període, Brahms havia escrit algunes de les seves obres més importants, incloent-hi el Concert per a violí, dues obertures (Obertura tràgica i Obertura per a un festival acadèmic) i el Concert per a piano núm. 2. És la més curta de les quatre simfonies.
Té una estructura de quatre moviments:
1. Allegro con brio
2. Andante
3. Poco allegretto
4. Allegro — Un poco sostenuto

## Simfonia núm. 4
Brahms va començar a treballar en la Simfonia núm. 4 a Mürzzuschlag (Imperi Austrohongarès), el 1884, només un any després de completar la Tercera. Es va estrenar el 25 d'octubre de 1885 a Meiningen, Alemanya, dirigida pel mateix Brahms. L'amic i biògraf de Brahms, Max Kalbeck, va dir que el crític Eduard Hanslick va fer comentaris sobre el primer moviment en l'estrena: "Durant aquest moviment vaig tenir la sensació que rebia una pallissa a càrrec de dues persones increïblement intel·ligents". Hanslick, tanmateix, també va escriure que "[per] el músic, no hi ha una altra peça moderna tan productiva com subjecte d'estudi. És com un pou fosc; és més brillant que les mateixes estrelles".
Té una estructura de quatre moviments:
1. Allegro non troppo
2. Andante moderato
3. Allegro giocoso
4. Allegro energico e passionato

## Esquema de les 4 simfonies
A continuació es presenta un esquema amb algunes característiques destacades:
| Número | Tonalitat | Opus   | Any  | Íncipit |
| ------ | --------- | ------ | ---- | ------- |
| Núm. 1 | Do menor  | Op. 68 | 1876 |         |
| Núm. 2 | Re major  | Op. 73 | 1877 |         |
| Núm. 3 | Fa major  | Op. 90 | 1883 |         |
| Núm. 4 | Mi menor  | Op. 98 | 1885 |         |